# Тачен (область)
46°44′45″ пн. ш. 82°58′53″ сх. д. / 46.74591° пн. ш. 82.98134° сх. д.
Тачен (кит.: 塔城地区; також Tacheng) — адміністративна одиниця КНР третього рівня у складі Ілі-Казахської автономної області Сіньцзян-Уйгурського автономного району. Центр префектури — Тачен.
Префектура межує з Казахстаном (Алматинська область і Східноказахстанська область на заході та північному заході відповідно).

## Адміністративний поділ
Префектура поділяється на 3 міста і 4 повіти (один з них є автономним):
| Карта                                                    | Карта           | Карта                | Карта            |
| -------------------------------------------------------- | --------------- | -------------------- | ---------------- |
| Тачен Юймінь Дербільджин Толі Усу Хобоксар-Монгол Шавань |                 |                      |                  |
| Статус                                                   | Назва           | Оригінал             | Населення (2010) |
| Місто                                                    | Тачен           | 塔城市               | 161 037          |
| Місто                                                    | Усу             | 乌苏市               | 298 560          |
| Місто                                                    | Шавань          | 沙湾市               | 365 196          |
| Повіт                                                    | Дербільджин     | 额敏县               | 187 112          |
| Повіт                                                    | Толі            | 托里县               | 93 098           |
| Повіт                                                    | Юймінь          | 裕民县               | 51 919           |
| Автономний повіт                                         | Хобоксар-Монгол | 和布克赛尔蒙古自治县 | 62 100           |